# Xạ tử mảnh
Xạ tử mảnh (danh pháp khoa học: Sporobolus tenellus) là một loài thực vật có hoa trong họ Hòa thảo. Loài này được (Spreng.) Kunth miêu tả khoa học đầu tiên năm 1833.